# Fagolisosoma
Il fagolisosoma è una vescicola che si forma all'interno dei fagociti, le cellule in grado di compiere fagocitosi e killing intracellulare, nell'uomo rappresentate principalmente da granulociti neutrofili (o leucociti polimorfonucleati) e dalle cellule della linea monocito-macrofagica. Il fagolisosoma si forma dalla fusione di almeno altre due vescicole, ovvero un fagosoma, la vescicola endocitotica prodotta dalla fagocitosi, e un lisosoma, una vescicola contenente enzimi lisosomiali, allo scopo di degradare il contenuto della prima.